# Squash bei den Zentralamerika- und Karibikspielen
Squash war 2002 erstmals Bestandteil der Zentralamerika- und Karibikspiele. In insgesamt sieben Wettbewerben erfolgt eine Medaillenvergabe: es wird jeweils ein Einzel-, ein Doppel- als auch ein Mannschaftswettbewerb bei den Herren und bei den Damen ausgetragen. Außerdem wird ein Mixed gespielt. In der Regel findet kein Spiel um die Bronzemedaille statt, die Verlierer der Halbfinals erhalten beide Bronze. Eine Ausnahme bildeten die Mannschaftswettbewerbe 2006 und 2010.
Die mit Abstand erfolgreichste Nation ist Mexiko, dessen Spieler in 26 von bislang 35 Wettbewerben die Goldmedaille gewann. Insgesamt sicherten sich die mexikanischen Spieler 40 Medaillen, vier mehr als Kolumbien mit 36 Medaillen. Kolumbien rangiert auf Rang zwei im Medaillenspiegel mit sieben Goldmedaillen. Im Medaillenspiegel konnten sich zehn Nationen platzieren. Unter den Spielern führt Samantha Terán die Rangliste der erfolgreichsten Athleten an: sie gewann 14 Gold- und zwei Silbermedaillen.

## Herren

### Einzel
| Jahr | Ort          | Gold                   | Silber           | Bronze                                     |
| ---- | ------------ | ---------------------- | ---------------- | ------------------------------------------ |
| 2018 | Barranquilla | Miguel Ángel Rodríguez | César Salazar    | Christopher Binnie Arturo Salazar          |
| 2014 | Veracruz     | Miguel Ángel Rodríguez | César Salazar    | Lewis Walters Arturo Salazar               |
| 2010 | Mayagüez     | Miguel Ángel Rodríguez | César Salazar    | Christopher Binnie Eric Gálvez             |
| 2006 | Cartagena    | Eric Gálvez            | Bernardo Samper  | Miguel Ángel Rodríguez José Ángel Becerril |
| 2002 | San Salvador | Eric Gálvez            | Santiago Montoya | Bernardo Samper Javier Martínez            |

### Doppel
| Jahr | Ort          | Gold                             | Silber                                 | Bronze                                                                 |
| ---- | ------------ | -------------------------------- | -------------------------------------- | ---------------------------------------------------------------------- |
| 2018 | Barranquilla | Arturo Salazar César Salazar     | Andrés Herrera Juan Vargas             | Alejandro Enríquez Josué Enríquez Noah Browne Micah Franklin           |
| 2014 | Veracruz     | Arturo Salazar César Salazar     | Andrés Herrera Juan Vargas             | Josué Enríquez Antonio de la Torre Israel Abrego Ernesto Molina        |
| 2010 | Mayagüez     | Arturo Salazar Jorge Baltazar    | Miguel Ángel Rodríguez Javier Castilla | Byron García Antonio Recinos Alexander Frazer Malton Blair             |
| 2006 | Cartagena    | Eric Gálvez Arturo Salazar       | José Coronado Walter Weisskopf         | Miguel Ángel Rodríguez Bernardo Samper Gavin Cumberbatch Shawn Simpson |
| 2002 | San Salvador | Bernardo Samper Santiago Montoya | José Coronado Carlos Schonenberg       | Walter Fraser Maxim Weithers Luis Asturias Javier Martínez             |

### Mannschaft
| Jahr | Ort          | Gold                                                                               | Silber                                                                           | Bronze                                                                           |
| ---- | ------------ | ---------------------------------------------------------------------------------- | -------------------------------------------------------------------------------- | -------------------------------------------------------------------------------- |
| 2018 | Barranquilla | Mexiko César Salazar Arturo Salazar Alfredo Ávila                                  | Kolumbien Miguel Ángel Rodríguez Juan Vargas Andrés Herrera                      | Guatemala Josué Enríquez Alejandro Enríquez Ricardo Toscano                      |
| 2018 | Barranquilla | Mexiko César Salazar Arturo Salazar Alfredo Ávila                                  | Kolumbien Miguel Ángel Rodríguez Juan Vargas Andrés Herrera                      | Jamaika Lewis Walters Christopher Binnie Bruce Burrowes                          |
| 2014 | Veracruz     | Mexiko Arturo Salazar César Salazar Alfredo Ávila                                  | Kolumbien Miguel Ángel Rodríguez Andrés Herrera Juan Vargas                      | Guatemala Josué Enríquez Antonio de la Torre Bryan Bonilla                       |
| 2014 | Veracruz     | Mexiko Arturo Salazar César Salazar Alfredo Ávila                                  | Kolumbien Miguel Ángel Rodríguez Andrés Herrera Juan Vargas                      | Jamaika Lewis Walters Christopher Binnie Bruce Burrowes                          |
| 2010 | Mayagüez     | Mexiko Eric Gálvez Jorge Baltazar César Salazar Arturo Salazar                     | Kolumbien Miguel Ángel Rodríguez Javier Castilla Erick Herrera Nelson Rodríguez  | Guatemala José Paulo Méndez Solís Bryan Bonilla Mauricio Sedano Italo Bonatti    |
| 2006 | Cartagena    | Mexiko Eric Gálvez Arturo Salazar César Salazar José Ángel Becerril                | Kolumbien Miguel Ángel Rodríguez Bernardo Samper Javier Castilla Federico Torres | Bermuda Nicholas Kyme David Shrubb James Stout Merlindo Caines                   |
| 2002 | San Salvador | Kolumbien Miguel Ángel Rodríguez Bernardo Samper Santiago Montoya Arturo Jaramillo | Mexiko Eric Gálvez Jorge Baltazar Mariano Aguilar Mauricio Sánchez               | El Salvador Carlos Schonenberg Santiago Imberton José Coronado Ricardo Weisskopf |
| 2002 | San Salvador | Kolumbien Miguel Ángel Rodríguez Bernardo Samper Santiago Montoya Arturo Jaramillo | Mexiko Eric Gálvez Jorge Baltazar Mariano Aguilar Mauricio Sánchez               | Guyana Walter Fraser Maxim Weithers Shawn Badrinath Roberto Fernandes            |

## Damen

### Einzel
| Jahr | Ort          | Gold                | Silber         | Bronze                               |
| ---- | ------------ | ------------------- | -------------- | ------------------------------------ |
| 2018 | Barranquilla | Samantha Terán      | Diana García   | Laura Tovar Catalina Peláez          |
| 2014 | Veracruz     | Samantha Terán      | Laura Tovar    | Diana García Catalina Peláez         |
| 2010 | Mayagüez     | Samantha Terán      | Karen Meakins  | Nicolette Fernandes Catalina Peláez  |
| 2006 | Cartagena    | Nicolette Fernandes | Samantha Terán | Silvia Angulo Rugeles Karen Anderson |
| 2002 | San Salvador | Samantha Terán      | Diana Huerta   | Nicolette Fernandes Frayda Aisemberg |

### Doppel
| Jahr | Ort          | Gold                                  | Silber                             | Bronze                                                                 |
| ---- | ------------ | ------------------------------------- | ---------------------------------- | ---------------------------------------------------------------------- |
| 2018 | Barranquilla | María Tovar Laura Tovar               | Dina Anguiano Gómez Samantha Terán | Taylor Fernandes Ashley Khalil Eilidh Bridgeman Jade Pitcairn          |
| 2014 | Veracruz     | Karla Urrutia Samantha Terán          | Karol González Laura Tovar         | Ashley DeGroot Ashley Khalil Pamela Anckermann Winifer Bonilla         |
| 2010 | Mayagüez     | Silvia Angulo Rugeles Catalina Peláez | Nicolette Fernandes Ashley Khalil  | Andrea Echeverria Alexia Echeverria Pamela Anckermann Maria Eva        |
| 2006 | Cartagena    | Karina Herrera Imelda Salazar         | Karen Anderson Marlene West        | Silvia Angulo Rugeles Catalina Peláez Pamela Anckerman María Cifuentes |
| 2002 | San Salvador | Diana Huerta Samantha Terán           | Ana Vega Frayda Aisemberg          | Nicolette Fernandes Jillian Lilico Isabel Restrepo Mariana de Reyes    |

### Mannschaft
| Jahr | Ort          | Gold                                                                  | Silber                                                                           | Bronze                                                                |
| ---- | ------------ | --------------------------------------------------------------------- | -------------------------------------------------------------------------------- | --------------------------------------------------------------------- |
| 2018 | Barranquilla | Mexiko Samantha Terán Diana García Dina Anguiano Gómez                | Kolumbien Laura Tovar Catalina Peláez María Tovar                                | Cayman Islands Marlene West Jade Pitcairn Eilidh Bridgeman            |
| 2018 | Barranquilla | Mexiko Samantha Terán Diana García Dina Anguiano Gómez                | Kolumbien Laura Tovar Catalina Peláez María Tovar                                | Barbados Meagan Best Jada Smith-Padmore Amanda Haywood                |
| 2014 | Veracruz     | Mexiko Samantha Terán Diana García Karla Urrutia                      | Kolumbien Catalina Peláez Laura Tovar Karol González                             | Guyana Ashley Khalil Mary Fung-A-Fat Ashley DeGroot                   |
| 2014 | Veracruz     | Mexiko Samantha Terán Diana García Karla Urrutia                      | Kolumbien Catalina Peláez Laura Tovar Karol González                             | Guatemala Winifer Bonilla Pamela Anckermann Nicolle Anckerman         |
| 2010 | Mayagüez     | Mexiko Samantha Terán Graciela López Pérez Ivonne Díaz Imelda Salazar | Kolumbien Silvia Angulo Rugeles Catalina Peláez Karol González                   | Guyana Nicolette Fernandes Ashley Khalil Keisha Jeffrey               |
| 2006 | Cartagena    | Mexiko Imelda Salazar Samantha Terán Karina Herrera Nayelly Hernández | Kolumbien Silvia Angulo Rugeles Catalina Peláez Isabel Restrepo Mariana de Reyes | Barbados Karen Meakins Sonia Perkins Cheri-Ann Parris Nadia McCarthy  |
| 2002 | San Salvador | Mexiko Samantha Terán Diana Huerta Karina Herrera Marisela Castillo   | Jamaika Melissa Lue-yen Karen Anderson Gillian Binnie Marlene West               | El Salvador Ana Vega Frayda Aisemberg Claudia Campos Cristina Hidalgo |
| 2002 | San Salvador | Mexiko Samantha Terán Diana Huerta Karina Herrera Marisela Castillo   | Jamaika Melissa Lue-yen Karen Anderson Gillian Binnie Marlene West               | Guyana Nicolette Fernandes Kathleen Shuffler Jillian Lilico           |

## Mixed
| Jahr | Ort          | Gold                               | Silber                                 | Bronze                                                                 |
| ---- | ------------ | ---------------------------------- | -------------------------------------- | ---------------------------------------------------------------------- |
| 2018 | Barranquilla | Alfredo Ávila Diana García         | Miguel Ángel Rodríguez Catalina Peláez | Cameron Stafford Marlene West Ricardo Toscano Winifer Bonilla          |
| 2014 | Veracruz     | Cameron Stafford Marlene West      | Alfredo Ávila Diana García             | Gavin Cumberbatch Karen Meakins Miguel Ángel Rodríguez Catalina Peláez |
| 2010 | Mayagüez     | Eric Gálvez Samantha Terán         | Colin Ramasra Kerrie Sample            | Nelson Rodríguez Karol González Bruce Burrowes Lauren Mahfood          |
| 2006 | Cartagena    | José Ángel Becerril Samantha Terán | Maxim Weithers Nicolette Fernandes     | Javier Castilla Isabel Restrepo Gavin Cumberbatch Karen Meakins        |
| 2002 | San Salvador | Mariano Aguilar Samantha Terán     | Walter Fraser Nicolette Fernandes      | Steve Smith Karen Anderson José Coronado Frayda Aisemberg              |

## Medaillenspiegel
| Platz  | Land                | Gold | Silber | Bronze | Gesamt |
| ------ | ------------------- | ---- | ------ | ------ | ------ |
| 1      | Mexiko              | 26   | 9      | 5      | 40     |
| 2      | Kolumbien           | 7    | 16     | 13     | 36     |
| 3      | Guyana              | 1    | 3      | 10     | 14     |
| 4      | Cayman Islands      | 1    | —      | 4      | 5      |
| 5      | El Salvador         | —    | 3      | 7      | 10     |
| 6      | Jamaika             | —    | 2      | 8      | 10     |
| 7      | Barbados            | —    | 1      | 5      | 6      |
| 8      | Trinidad und Tobago | —    | 1      | —      | 1      |
| 9      | Guatemala           | —    | —      | 12     | 12     |
| 10     | Bermuda             | —    | —      | 2      | 2      |
| Gesamt | Gesamt              | 35   | 35     | 66     | 136    |